# Lefkandi
Lefkandi är en fornlämning i Grekland.   Den ligger i prefekturen Nomós Evvoías och regionen Grekiska fastlandet, i den östra delen av landet, 50 km norr om huvudstaden Aten. Lefkandi ligger 1 meter över havet. Den ligger på ön Euboia.
Terrängen runt Lefkandi är platt åt sydväst, men åt nordost är den kuperad. Havet är nära Lefkandi söderut.  Närmaste större samhälle är Chalkída, 9,1 km nordväst om Lefkandi. 